# 삼국지연의

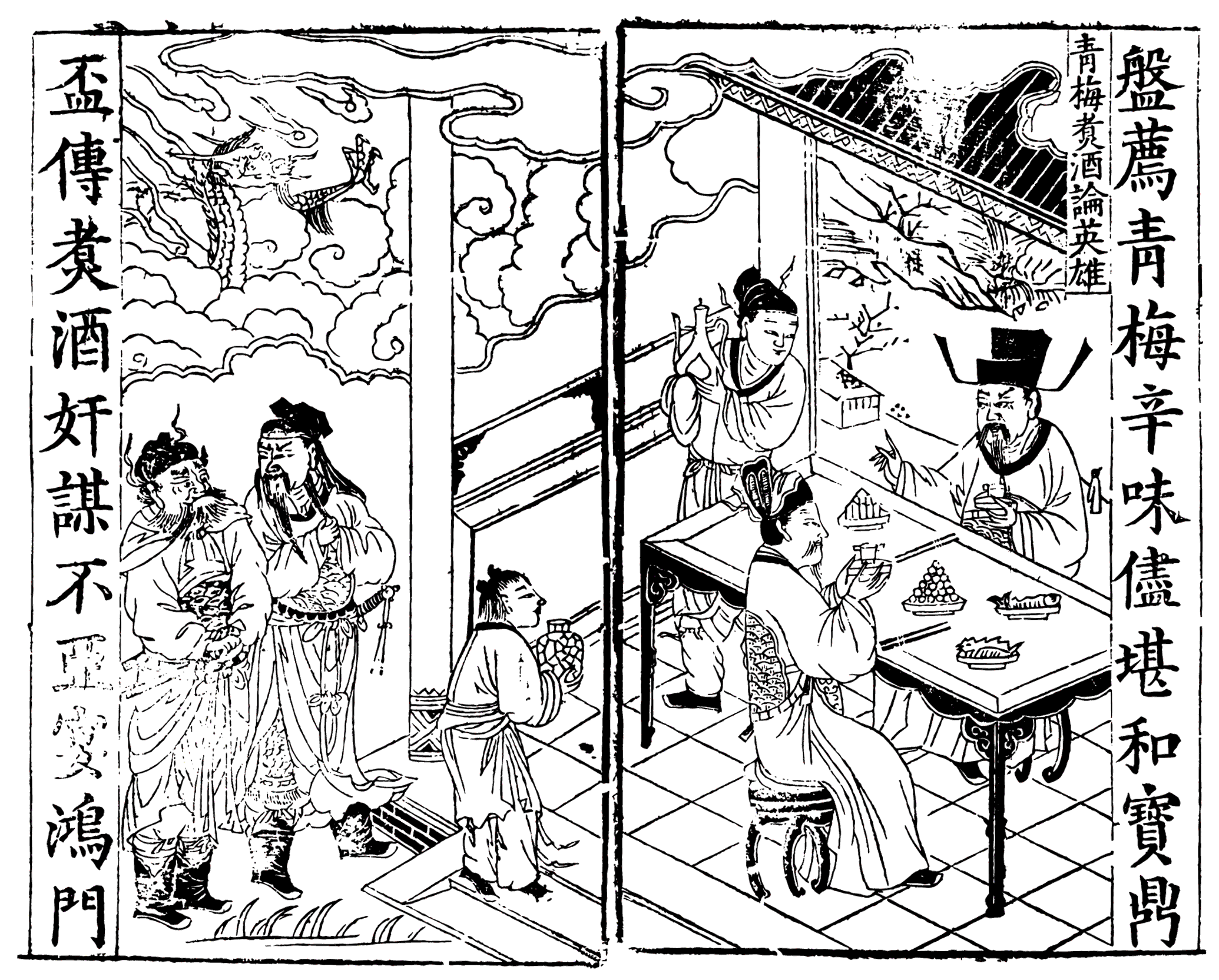
삼국지연의 삽화. 조조가 유비를 초대해 매실을 안주로 천하에 영웅이라 할 만한 사람이 누가 있는지 대화하는 장면.

《삼국지연의》(三國志演義, 영어: Romance of the Three Kingdoms) 또는 중화권에서 《삼국연의》(三國演義)는 서기 184년 황건적의 난부터 서기 280년까지 중국 내륙에서 벌어진 실제 사건을 바탕으로 집필한 중국의 대표적 연의(고전역사소설)로, 명나라 때 나관중이 쓴 책이다. 서진(西晉)의 진수가 집필한 《삼국지》와 배송지의 《삼국지주()》에 수록된 야사와 잡기를 근거로, 《전상삼국지평화》(全相三國志平話)의 줄거리를 취하여 쓴 작품이다. 원래 이름은 《삼국지통속연의(三國志通俗演義)》라 하여 모두 24권 240칙(則)으로 이루어졌다.
오늘날 전하는 《삼국지연의》는 명 가정 1년인 1522년에 판각한 최초 판본은 “가정본(嘉靖本)”, 혹은 나관중의 성을 따서 “나본(羅本)”이라 하며, 명나라 때 전해지던 《삼국지연의》의 읽기 불편한 점을 청나라 때 모종강이 읽기 쉽게 다시 엮은 “모본(毛本)”이 있다. 하지만 “모종강의 《삼국지연의》”라고는 따로 부르지 않으며, 그것까지도 “나관중의 《삼국지연의》”라고 주로 부른다.

## 내용
이야기는 184년(후한 영제 중평(中平) 원년)으로부터 280년(진 무제 태강(泰康) 원년)에 이르기까지의 이른바 삼국 시대를 배경으로 하고 있다.
삼국지 연의는 기본적으로 유비가 주인공이며, 모든 에피소드는 유비를 중심으로 진행된다. 당시는, 중국 인구사에 따르면 한나라 중기 5,600만명이었던 인구가 한나라 말 극심한 혼란기에 3,000만 명으로 줄었으며, 삼국지 시대에는 1,600만명으로 인구가 급감한, 전란으로 인한 참담한 시기였다고 할 수 있다.
- 황건적의 난
- 유비, 관우, 장비의 도원결의
- 황건적 토벌
- 동탁 타도를 위한 제후 연합군의 봉기(동탁 토벌전)
- 여포와 원술의 활약
- 강동(江東)의 영웅 손책의 등장
- 조조와 원소의 대결(관도 전투)
- 유비와 제갈량(제갈공명)의 만남
- 적벽 대전
- 유비의 익주 획득
- 유비-손권 간의 형주 문제
- 관우와 장비의 잇따른 죽음
- 삼국 정립
- 유비의 죽음
- 제갈량의 남만 정벌
- 출사표
- 촉한과 위의 숙명적 대결
- 제갈량의 죽음과 사마의의 낭패
- 삼국의 단말미

등의 이야기가 극적으로 묘사되어 있다. 특히 제갈량은 후대 독자에게 인상적으로 남아 있다.
《삼국지연의》는 《수호전》, 《서유기》, 《금병매》와 함께 중국 4대 기서로 꼽힌다.

## 한국과 일본에 준 영향
대한민국과 일본에서도 《삼국지연의》는 인기가 대단히 많은데 대한민국에서는 예로부터 '중국 = 삼국지'로 등식화되었으며, 일본 만화가 요코야마 미쓰테루가 이를 만화로 각색하고, 총47화의 애니메이션까지 제작하였다. 왕부림 감독이 제작한 드라마 《삼국연의》가 있는데, 이는 요코야마의 만화 삼국지와 더불어 최고의 작품으로 알려져 있다. 일본 NHK에서 제작한 인형극 《삼국지》도 볼만한 작품이다. 최근에는 삼국지연의를 패러디한 애니메이션 《강철 삼국지》도 나왔는데, 이는 오나라의 관점에서 제작한 것이다. 이밖에도 많은 작품이 만들어지고 있다.(예를 들면 만화 《삼국지 장군전》 등이 있다.)
이문열 등 대한민국의 많은 소설가가 《삼국지연의》를 번역했으나, 대한민국과 중화인민공화국은 당시 적대 상태였기 때문에, 그들은 거의 한결같이 당시 외교 관계를 맺고 있는 중화민국에서 원본을 가져왔다. 그러나 중화민국에서 가져온 그 원본은 나본을 각색한 모본으로서 제대로 된 원본 《삼국지연의》가 아니었고, 지명이나 인명 등에서의 오류도 심각했다. 그러나 1992년 이래, 한·중(중화인민공화국) 수교로 중화인민공화국에 있는 《삼국지연의》 원문 문서가 대거 대한민국에 소개되었다. 그로 인해 중화민국과 중화인민공화국의 문서를 비교할 수 있게 되었으며, 나본을 번역한 번역본 역시 대한민국 시장에 등장하게 되었다. (일례로, 인민문학출판사의 삼국지연의가 황석영의 번역본 검증에 창비사에서 사용되었다.)
2009년에는 중화인민공화국의 북경휘황동화공사와 일본의 퓨처 플래닛의 합작으로 애니메이션 《최강무장전 삼국연의》가 제작되어 CCTV에서 방영되었는데, 원작에서 거의 벗어나지 않은 것으로 알려졌다. 2010년 4월부터 2011년 3월까지 일본 TV오사카에서도 방영되었다.
나관중본 계열 현대어역
- 2003 : 황석영 평역, 왕홍시 삽화

모종강본 계열 현대어역
- ~1931 : 양백화 역, 이승만 삽화 (매일신보 1929.5.5~1931.9,21 연재 완료) : 최초의 현대어역, 최초의 신문번역
- ~1940 : 한용운 역, 김규택 삽화 (조선일보 1939.11.1~1940.8.11 연재 중단) : 한용운 나름의 재해석 가미
- ~1943 : 박태원 역, 김규택 삽화 (월간 신세대 1941.4~1943.1 연재 중단후 1964년 완간)[5]
- 1955 : 최영해 역[6]
- 1965 : 향민사간
- ~1968 : 박종화 평역 (한국일보 1963.1.1~1968.5.8 연재 완료) : 단행본에는 김기창과 이승만의 삽화가 삽입
- 1974 : 김구용 번역 : 개인의 관점이 배제된 정역으로 모종강본에 가깝다는 평가
- 1984 : 황병국 번역 : 김구용 번역과 함께 인정받았던 정역
- ~1988, 《삼국지》, 이문열 평역 (경향신문 1983.10.24~1988.1.20 연재 완료) : 국내 최다 판매본이나 오류가 많다는 평가[7][8]
- 1997 : 김홍신 평역
- 2000 : 정소문 번역 : 정원기 번역 이전까지 가장 방대한 자료를 참고, 수록한 정역[9]
- 2001 : 조성기 번역, 임향한 삽화 : 서문에 한자어 사용을 최소화한 정역이라 밝힘
- 2004 : 박상률 번역, 백남원 그림 : 한자어 사용을 최소화하였으며, 초등학교 고학년부터 읽을 수 있도록 주석을 달았다
- 2005, 《본삼국지(本三國志)》, 리동혁 번역, 예슝 그림 / 저우원예 지도 : 중국 인민문학출판사본 《삼국연의》를 기본으로 삼아 오류를 바로잡았으며, 명나라 판본 10종과 청나라 판본 2종을 아울러, 모종강본에 의해 부당하게 잘렸다고 판단되는 대목 1,100여 곳을 되살렸다고 밝히고 있다.[10]
- 2008 : 정원기 번역 : 홍보문구에 삼국지 전문가가 번역한 최초의 정역이라 밝힘.

요시카와 에이지본 계열
- ? : 서인국 번역, 김용환 삽화 : 요시카와 에이지 본(1943)[12]의 번역
- 1958 : 김동리, 황순원, 허윤석 역 : 요시카와 에이지 본의 번역
- 1960 : 김동성 역, 김기창 삽화 : 요시카와 에이지 본의 번역
- 1965 : 이용호 역 : 요시카와 에이지 본의 완역
- 1968 : 정비석 평역 : 요시카와 에이지 본의 번역에 재해석 가미

기타 계열
- 1967 : 김광주 번역 : 족본 삼국지의 번역
- 1986 : 황석영 평역 : 진순신의 비본 삼국지(1976) 번역 (책에는 감역이라는 표현이 적혀있음)
- 2002 : 신동기 역 : 비본 삼국지 완역
- ~2003 : 장정일 평역, 김태권 삽화 (문화일보 2002.11.18~2003.12.29 연재) : 서문에 한국인의 시각으로 다시 쓴 삼국지라 밝힘

만화
- 1952~1953 : 코주부 삼국지 : 김용환 (월간 학원 1952~1955) : 미완
- 1971~1986 : 삼국지 (희망의 친구→소년 월드→코믹 톰): 요코야마 미쓰테루
- 1978~1980 : 고우영 삼국지 : 고우영 (일간스포츠 1978.1.1~1980.7.31) : 나관중 본이나 모종강 본을 바탕으로 하지 않고 요시카와 에이지 본을 기본으로 하였다는 한계가 있지만, 최고의 재해석이라는 평가를 받는 판본
- 1979 : 고우영 어린이 삼국지 : 고우영
- 2002 : 만화 삼국지 : 이희재 : 이문열 평역본을 각색
- 2005 : 만화 삼국지 : 이충호 : 황석영 평역본을 각색
- 2008 : 삼국전투기 : 최훈 (네이버 2007.1.2~2008.6.25 / 2010.1.6~2016.2.24) : 주인공을 다른 대중문화 캐릭터로 패러디하여 전투 중심으로 재구성(연의뿐만 아니라 정사, 창천항로 등 다른 자료를 참고하여 기존의 삼국지연의와는 다른 점이 많다)

## 등장인물
《삼국지연의》의 총 등장인물의 수는 1233명이다.

### 가공의 인물
삼국지연의는 역사 소설(통속연의란 제목 자체가 이런 뜻을 담고 있음)로서 역사에는 없는 가공의 설정들을 많이 등장시켰다. 그 예로, 소설의 초반부에서 등장하는 유비, 관우, 장비 세 사람의 결의형제(도원결의)는 유비, 관우, 장비가 매우 가까운 관계에 있었다는 기록을 바탕으로 한 창작이다. 삼국지연의에서는 실제 삼국지에서 등장하지 않는 인물들을 나관중의 창작에 의해 만들어서 등장시킨 가공의 인물들이 존재한다. 나관중은 극의 재미를 더하기 위해 이러한 가공의 인물들을 소설에 추가했다. 이 중에는 관색과 같이 삼국지연의 이전의 민담 등에 등장하는 가공인물들을 나관중이 채택해서 투입한 사례도 있다.
- 관색 : 관우의 막내아들.
- 금환삼결 : 맹획의 부하.
- 담웅 : 오나라의 장수. 관흥과 장포의 적으로 패하고 사살되었다.
- 대래동주 : 축융의 남동생.
- 동도나 : 맹획의 부하.
- 정원지 : 황건적. 유비의 황건적 토벌을 구체화하기 위해 만들었다.
- 목록대왕 : 맹획의 요청으로 제갈량과 맞섰던 오랑캐 추장.
- 배원소 : 주창과 같이 다니던 황건적으로 조운의 말을 강탈하려다 살해당했다.
- 아회남 : 맹획의 부하.
- 올돌골 : 오과국의 왕으로 맹획의 요청에 의해 제갈량과 맞섰던 오랑캐 추장.
- 주창 : 관우의 전속부관. 황건적 출신으로 항상 관우와 함께 했으며 관우가 사망하자 자결했다.
- 타사대왕 : 맹획의 요청으로 제갈량과 맞섰던 오랑캐 추장.
- 초선 : 왕윤의 가희(歌姬).
- 축융 : 맹획의 아내.
- 하후덕 : 하후상의 형.
- 하후존 : 관우를 쓰러뜨릴 수 있다고 자부했으나 실제로 싸웠을 때는 관우에게 사살당했다.
- 하후걸 : 장판교에서 장비를 쓰러뜨릴 수 있다면서 덤볐으나 장비의 고함에 낙마하여 뇌진탕으로 사망했다.

## 연표
184년 - 황건적의 난.발발. 도원결의
- 점점 가속화되어가는 매관매직, 가혹한 수탈과 십상시의 횡포로 인해 피폐해져 있던 백성들과, 그러한 백성들의 심리를 이용한 종교결사 '태평도'의 교주인 장각이 일으킨 것으로서, 규모로는 후한 최대의 농민봉기라고 일컬어진다. 그 수는 약 50만명에 달하였으며 세력범위도 무려 6개주에 달하여 지방의 군 세력으로는 감당할 수가 없을 정도였다고 한다. 황건의 난이 일어남으로서 중국대륙에서 은거하고 있던 영웅들이 일제히 일어나니, 이것이 이야기의 시작이었다.

189년 - 후한 영제의 사망. 십상시의 난
- 영제가 사망하고 장양을 필두로 한 십상시의 난으로 의해, 조정에 마지막으로 남아있던 청류파 인사들과 대장군 하진이 살해된다.

190년 - 반동탁 연합군 결성. 한 왕조, 동탁에 의해 낙양에서 장안으로 천도
- 황건의 난 당시 서량에서 세력을 규합하고 있었던 동탁이 십상시의 난으로 인해 혼란한 황도에 쳐들어와 권력을 잡고, 형주자사 정원을 살해한 다음 스스로 상국의 자리에 앉는다. 이때 동탁이 끌고온 양주군사들의 횡포와 동탁의 농권으로 인하여 백성들이 또다시 도탄에 빠지자 원소를 필두로 한 18로 군벌들이 대항하여 반동탁 연합군을 결성하여 대항하지만, 종국은 제후들끼리의 내분으로 어이없이 와해되고만다.

192년 - 연환지계. 여포, 동탁을 살해
- 동탁의 시녀와 은밀한 관계를 맺고 있었던 여포는 이를 동탁에게 들킬까봐 매우 두려워하였고, 동탁은 동탁대로 기분이 좋지 않으면 여포에게 화극을 던지는 등의 행패를 부렸다. 이에 서서히 벌어지고 있었던 두사람의 사이를 사도 왕윤이 이간질함으로써 여포는 동탁을 황궁에서 주살하고 독자적인 세력을 형성하게 된다.

200년 - 관도 대전
- 조조와 원소. 양웅이 맞붙게 된 삼국지 최초의 대규모 전투. 조조는 병력과 사기 양면에서 열세였으나 곽가의 헌신적인 노력으로 원소를 창정에서 대파한다. 원소는 도주하던 도중 죽어버리고 후계자 선정에서 범한 실책으로 인하여 원씨 일족은 분열, 결국 하북도 조조의 수중에 들어가게 된다.

202년 - 강유 출생
207년 - 삼고초려
- 조조에게 쫓기고 쫓겨 신야성에 머무르고 있던 유비는, 선복이란 이름을 쓰고 있던 서서에게 와룡 제갈량의 이야기를 듣고 그의 초막을 세번 찾아간다. 완전히 수세에 몰려 있었던 유비는 특유의 인내심으로 제갈량의 마음을 움직여, 마침내 제갈량도 그를 따르게 된다. 유비 휘하에 들어온 직후 제갈량은 조인과 하후돈의 군사를 대파하여 내심 자신을 시기하던 관우와 장비도 굴복시킨다.

208년 - 적벽 대전
- 드디어 천하통일의 기치를 걸고 85만 병력으로 남하를 개시하는 조조군. 이에 대항할 수단이 없던 유비는 휘하장수와 백성들을 데리고 피신하지만 당양 장판벌에서 궤멸에 가까운 타격을 입는다. 하지만 장비와 조운의 활약에 힘입어 간신히 몸을 피하던 도중 유기에게 군사를 빌려온 관우에게 구함을 받고, 제갈량은 유비를 위해 오나라로 가서 동맹을 체결한다. 적벽에서 벌어진 이 싸움은 오나라 총사령관 주유의 지략과 제갈량이 부른 남동풍으로 동맹군의 대승으로 끝나고, 조조는 도망치던 도중 화용도에서 관우와 조우하나, 조조는 지난날 관우가 유비에게 돌아갈때 일을 상기시켜 목숨을 건진다. 관우는 이 일로 인하여 제갈량에게 완전히 무릎을 꿇게 된다.

219년 - 유비의 한중왕 등극. 관우의 사망
- 서촉 41주를 취한 뒤, 조조와의 한중쟁탈전에서 위장 하후연을 쓰러뜨리는 등 선전한 유비는 마침내 신하 120여명의 주창으로 한중왕에 등극하고, 이에 발끈한 조조는 대군을 일으키려 하나 사마의의 만류로 오와 동맹을 맺는다. 주유와 노숙의 뒤를 이은 명장 여몽은 형주를 수비하던 관우와 일진일퇴를 벌이면서 기습을 성공시키고, 마침내 맥성에서 관우와 관평을 붙잡아 참수시킨다. 분노한 유비는 관우의 복수전을 벌이려 하지만 제갈량과 조운의 만류로 단념하고 정세를 살피는데 주력한다.

220년 - 조조의 사망. 후한의 멸망. 위나라의 성립
- 치세의 능신, 난세의 간웅이라 불렸던 조조도 다가오는 죽음을 피하지는 못하였다. 장무 3년 4월. 천하를 종횡하며 제후들의 중심에 있었던 조조는 끝내 사망하고, 장남인 조비가 유지를 이어 조조의 뒤를 잇는다. 조비는 선양 형식으로 후한의 마지막 황제 헌제에게서 제위를 찬탈하고 위황제에 즉위, 한 고조로부터 400년간 이어져 내려오던 한나라는 이렇게 막을 내리게 된다.

221년 - 촉한 성립 - 장비 사망
- 쓰러져가는 한왕조를 재건하고 도탄에 빠진 백성들을 구한다. 오랫동안 유비를 지배해 왔던 이념의 주체인 한나라가 멸망하자, 유비는 관우의 죽음으로 인한 슬픔과 더불어 격심한 허탈감에 빠진다. 실의에 빠져있던 유비에게 제갈량은 '이제 한왕조의 정통을 이을자는 오직 주공만이 계실뿐'이라 주장하고, 마침내 유비는 마음을 굳혀 촉한의 초대황제에 등극한다. 누상촌의 돗자리 장수가 제위에 오름으로서, 하늘에 두개의 태양은 없다는 법칙이 깨어진 것이다.

222년 - 이릉 전투
- 승상 제갈량의 만류에도 불구하고 75만의 대병력을 일으켜 관우의 복수전을 개시하는 유비. 그러나 합류하기로 되어 있던 장비가 부하에게 암살당하고, 장비를 암살한 장달과 범강이 장비의 목을 가지고 오나라로 도주하자 유비의 분노는 극에 달한다. 관우와 장비의 아들인 관흥과 장포의 활약에 힘입어 초반 선전하는 유비군이었지만, 여몽의 사후 뒤를 이은 백면서생 육손의 화계에 의해 이릉에서 궤멸적인 타격을 입고, 유비는 백제성으로 패주한다. 이때, 육손은 기세를 몰아, 영안을 함락시킨 후, 촉한을 멸망시키려고 하나, 제갈량의 계락으로, 우왕자왕한다. 그러나, 황승언의 도움으로 무사히 석병팔진을 빠져 나왔으며, 이 때를 노린 조비가 형주를 공격하나, 실패로 끝났다.

223년 - 유비의 사망. 제갈량의 남만 정벌
- 관우와 장비를 잃고, 그 복수전에서도 어이없게 패배한 유비. 아무것도 없이 맨주먹으로 시작하여 황제의 자리에까지 오른 그에게도 죽음은 찾아왔다. 유비는 백제성을 영안궁이라 이름짓고 그곳에 머물다가 제갈량에게 뒷일을 부탁하고 사망한다. 안팎으로 무거운 짐을 맡게 된 제갈량은 계속해서 난을 일으키고 있던 맹획을 정벌하기 위해 출진한다. 수많은 고초에도 불구하고 계속 전진하며, 계책과 귀모를 다한 제갈량은 마침내 맹획을 일곱번 붙잡아 일곱번 놓아줌으로서 그의 진정한 항복을 받아내고 남만에서 귀환한다.

227년 - 출사표. 제갈량의 북벌시작
- 유비의 사후 촉한을 지탱하고 있던 제갈량에게 한가지 소식이 날아드니, 그것은 사마의가 자청해서 양주로 떠났다는 것이었다. 사마의의 군비증강계획이 완전히 이루어진다면 촉한의 천하는 불가능하다고 판단한 제갈량은 마량의 동생 마속을 시켜서 사마의를 실각시키고, 촉한의 백년대계를 위하여 승상부에 틀어박혀 하나의 상소문을 써내려가기 시작했다. "신 량(亮) 아뢰나옵니다..." 이것이 바로, 유명한 '출사표'였다.

229년 - 손권이 황제가 됨. 오나라의 성립
- 북벌에 나선 제갈량이 이끄는 촉군과 조진이 이끄는 위군은 일진일퇴를 한 끝에 촉한의 승리로 끝나지만, 국가적 존망의 위기를 감지한 위황제 조예는 사마의를 다시 불러들인다. 제갈량과 사마의가 정면으로 대결하게 되자 양쪽이 혼란한 틈을 타서 손권도 대황제라 칭하고 연호를 황룡이라 하며 오나라를 세움으로서 완전한 삼국정립의 시대가 시작되었다.

234년 - 오장원 전투. 제갈량의 사망
- 유비, 관우, 장비, 조조, 손견도 역사의 무대에서 죽거나 쓰러지고 말았다. 그리고 남은 한 사람...234년, 제갈량은 오장원으로 진출한다. 하지만 오랜 세월을 전장에서 보낸 그의 건강은 악화일로를 걷고 있었고, 마지막 수단으로 하늘에 기도하여 수명을 늘리는 술법을 행하지만 이마저도 실패로 돌아간다. 그 이유는 마지막날, 위연이 촛대를 쓰러트려, 목숨등이 꺼졌다. 이때 강유는 위연을 죽이겠다고, 하나, 제갈량이 말렸고, 강유에게 병법 24편을 전수해주고 죽는다. 그리고 얼마 후 위연은 반란을 일으키지만, 마대에게 죽고만다. 이로써 가을바람 부는 오장원에서 촉한을 지탱하던 거대한 대들보는 마침내 쓰러지고, 사마의는 최후의 순간에 승리를 거두고 위로 돌아간다.

263년 - 촉나라 멸망
- 근 50여 년간에 걸쳐서 삼국으로 대립하고 있던 중국대륙에 서서히 변화가 일기 시작한다. 위나라에서는 사마의가 쿠데타를 일으켜 병권을 모두 장악함으로써 사마씨 일족의 시대가 도래했고 촉 역시 제갈량의 사후 강유 혼자서 겨우 지탱해 나가던 상태였다. 촉한이 내부에서부터 무너져 내리고 있다는 것을 안 사마의의 아들 사마사와 사마소는 등애와 종회 두 장군을 보내어 촉을 토벌케하고, 일반적인 행군로를 벗어나 산악지대로 행군한 등애는 마침내 승리한다. 이로써 촉한은 2대 황제 유선을 끝으로 허무하게 무너지고, 한왕조 부흥의 꿈도 물거품이 되고 말았다.

265년 - 위나라 멸망. 진나라(서진)의 성립
- 역사는 되풀이된다. 일찍이 조비가 헌제에게 선양의 형식으로 제위를 물려받은 것처럼, 위의 마지막 황제 조환도 사마의의 손자인 사마염에게 제위를 선양하고 물러나니, 이것이 바로 신왕조 진나라의 출생이었다.

280년 - 오나라 멸망. 삼국 통일

## 현대의 삼국지연의

#### 게임화
- <문화&컴퓨터 게임>: 1990년대 후반, 일본의 코에이사가 컴퓨터 게임용으로 각색하여 출시했는데 이것이 한글화되면서 대한민국에서 컬트현상을 보인 바 있다. 현재 (2010년 기준)도 복고의 유행에 맞춰, 소수의 고전게임 매니아들로부터 애정을 받고 있다.[15]
  - 삼국지 시리즈 (1~14)
  - 진삼국무쌍 시리즈 (1~8)

#### 영화화
- 적벽대전(오우삼, 2008 & 2009) : 적벽대전 중심
- 삼국지: 용의부활(이인항, 2008) : 조자룡 중심
- 삼국지: 명장 관우(장문강, 맥조휘, 2011) : 관우 중심
- 진삼국무쌍(주현량, 2021) : 코에이사의 게임 진삼국무쌍 시리즈 영화화

## 비판
긍정적, 부정적 및 편파적인 것을 떠나 앞뒤가 지나치게 안 맞는다.
- 공손찬이 유우를 죽인 것을 생략하는 바람에 유비가 공손찬을 아무 이유 없이 배신한 것으로 묘사되어 시나리오가 매우 이상해졌다.
- 관우가 화웅을 단숨에 죽인 무예로 고작 기령과 비겼으며 황건적의 패잔병인 관해와 수십 합 이상 싸웠다. 결국, 관우의 무예가 뛰어난지 형편 없는지 종잡을 수 없게 되었다.
- 초선은 동탁이 여포에게 살해당한 후 자결했다면서 이후 여포와 조조가 서주에서 전쟁을 벌일 때 초선이 여포의 아내로 등장해서 여포의 바지 가랑이를 붙잡기를 반복했다. 이렇게 표현하자 초선이 산 건지 죽은 건지 애매해졌다. 고우영 삼국지에서는 이 문제를 '가짜 초선'이라는 새 캐릭터를 만들어 해결했다. 가짜 초선은 진짜 초선과 외모는 동일하지만 성격은 훨씬 경박했다.
- 제갈량은 서주대학살의 피해자이다. 이 때문에 제갈량과 조조는 애초부터 불구대천이다. 하지만 이를 묘사하지 않아 제갈량이 어째서 조조에게 등용되지 않았는지 의아하게 했다.
- 유표의 참모인 채모가 조조의 평생 친구인 것을 누락해 유표가 관도대전 당시 우유부단하게 조조를 기습하지 않아 결국 유표가 사망한 이후 그 세력이 조조에게 빼앗기는 결과를 초래해 유표가 쓸데없이 무능아라는 오명을 뒤집어썼다. 사실 유표의 병권은 채모가 쥐고 있었으며 그 채모는 조조와 깊은 친분을 자랑하기 때문에 조조를 고의로 공격하지 않은 것이다.
- 적벽대전에서 제갈량이 동남풍을 불어 조조를 화공으로 격퇴했는데 이를 사마의한테는 사용하지 않았다.
- 마초가 허저와 호각일 정도의 맹장이라면서 정작 그 마초는 유비에게 귀순한 이후의 활약이 거의 없다.
- 관우가 손권의 군량고를 노략질한 것[16]을 생략하여 손권이 정신병이 의심될 정도로 변덕이 심한 사람으로 묘사되었다.
- 제갈량이 맹획과 싸우는 동안 사마의에 대한 묘사가 없다. 그래서 마치 사마의가 제갈량이 맹획과 다 싸울때까지 기다려주고 있는 이상한 모양새가 나왔다.

## 같이 보기
- 진수의 《삼국지》
- 《수호전》, 《금병매》, 《홍루몽》
- 삼국 시대 (중국)

## 참고 자료
- 삼국지연의 - 브리태니커 백과사전 (다음백과 미러)
- 삼국지연의 - 두산세계대백과사전